# نوآ وبستر
نوآ وبستر (به انگلیسی: Noah Webster) (۱۶ اکتبر ۱۷۵۸-۲۸ می ۱۸۴۳) فرهنگ‌نویس آمریکایی، نویسنده اصلی نسخه ابتدایی دیکشنری وبستر، نویسنده و ویراستار پیشگام کتاب درسی، اصلاح املای زبان انگلیسی و نویسنده سیاسی بود. او را «پدر بورس تحصیلی و آموزش آمریکا» می‌نامند. کتاب‌های «املای پشت آبی» او به نسل‌هایی از کودکان آمریکایی املا و خواندن را آموخت. نام وبستر در ایالات متحده مترادف با "دیکشنری" شده است. بویژه فرهنگ لغت مدرن مریام وبستر که برای اولین بار در سال ۱۸۲۸ با عنوان "فرهنگ لغت آمریکایی به زبان انگلیسی منتشر شد.

## آثار برگزیده
- رساله در مورد زبان انگلیسی (۱۷۸۹)
- مجموعه مقالات و نوشته‌های فراری در مورد موضوعات اخلاقی، تاریخی، سیاسی و ادبی (۱۷۹۰)
- کتاب املای آمریکایی (۱۷۸۳)
- کتاب املای ابتدایی (۱۸۲۹)
- ارزش کتاب مقدس و تعالی دین مسیحی (۱۸۳۴)

### پس از مرگ
- مبانی دستور زبان انگلیسی (۱۸۹۹)